# Classe Lewis and Clark
Pour les articles homonymes, voir Lewis and Clark.
La classe Lewis and Clark est une classe de vraquiers (Dry cargo ship) de ravitaillement en mer construits dans les années 2000 pour l'United States Navy et opéré par le Military Sealift Command (MSC).
La classe et le navire de tête de celle-ci sont nommés d'après Meriwether Lewis et William Clark, connus pour l'expédition Lewis et Clark de 1804 à 1806. Le second navire de la classe est lui nommé d'après Sacagawea.

## Navires
| Navire              | N° de coque | Lancement  | Mise en service | Statut     | Page NVR | Page MSC |
| ------------------- | ----------- | ---------- | --------------- | ---------- | -------- | -------- |
| Lewis and Clark     | T-AKE-1     | 2005-05-21 | 2006-06-20      | En service |          |          |
| Sacagawea           | T-AKE-2     | 2006-06-24 | 2007-02-27      | En service |          |          |
| Alan Shepard        | T-AKE-3     | 2006-12-06 | 2007-06-26      | En service |          |          |
| Richard E. Byrd     | T-AKE-4     | 2007-05-15 | 2008-01-08      | En service |          |          |
| Robert E. Peary     | T-AKE-5     | 2007-10-27 | 2008-06-05      | En service |          |          |
| Amelia Earhart      | T-AKE-6     | 2008-04-06 | 2008-10-30      | En service |          |          |
| Carl Brashear       | T-AKE-7     | 2008-09-18 | 2009-03-04      | En service |          |          |
| Wally Schirra       | T-AKE-8     | 2009-03-08 | 2009-09-01      | En service |          |          |
| Matthew Perry       | T-AKE-9     | 2009-08-16 | 2010-02-24      | En service |          |          |
| Charles Drew        | T-AKE-10    | 2010-02-27 | 2010-07-14      | En service |          |          |
| Washington Chambers | T-AKE-11    | 2010-09-11 | 2011-02-23      | En service |          |          |
| William McLean      | T-AKE-12    | 2011-04-16 | 2011-09-29      | En service |          |          |
| Medgar Evers        | T-AKE-13    | 2011-10-29 | 2012-04-24      | En service |          |          |
| Cesar Chavez        | T-AKE-14    | 2012-05-05 | 2012-10-24      | En service |          |          |